# Stazione di Motta San Giovanni-Lazzaro
La stazione di Motta San Giovanni-Lazzaro è una fermata ferroviaria posta sulla linea Taranto-Reggio Calabria. Serve i centri abitati di Motta San Giovanni e di Lazzaro.

## Storia
La stazione di Motta San Giovanni-Lazzaro venne soppressa il 16 giugno 2005. Successivamente venne riattivata come semplice fermata.

## Movimento
La stazione è servita dai regionali del Servizio ferroviario suburbano di Reggio Calabria e da alcuni regionali della relazione Reggio Calabria - Roccella Jonica